# József Bene
József Bene, menționat uneori Iosif Bene, (n. 24 iunie 1903, Daia, România – d. 20 mai 1986, Ulm, Germania) a fost un grafician, artist de carte și pictor român de etnie maghiară, redescoperitorul encausticii⁠(d) grecești.

## Biografie
A absolvit Colegiul Reformat din Odorheiu Secuiesc, apoi a absolvit Academia de Arte Frumoase din București, specializarea pictură și arte aplicate, ca elev al lui Camil Ressu, G.D. Mirea, Fritz Storck și Costin Petrescu. În anii de liceu a realizat ilustrații pentru ziarele liceelor locale, iar în anii de facultate a realizat desene pentru ziarele din București, apoi s-a implicat în grafica de carte maghiară la Târgu Mureș și, după 1945, la Cluj. A fost membru al societății Zsigmond Kemény⁠(d) (Kemény Zsigmond Társaság, acronim KZST); profesor și șeful Catedrei Textile la Colegiul de Arte Plastice „Ion Andreescu” din Cluj (1949-1972), și totodată decan și director de Studii.
Persoană sensibilă și dornică de a spune povești, s-a implicat în dezvoltarea literaturii maghiare pentru tineret și pentru copii din România. Revista literară Napsugár⁠(d), al cărui membru al comitetului de redacție a fost multă vreme, a începută să fie publicată cu afișe și o copertă concepută de el. Ilustrațiile sale au fost publicate în Utunk, Korunk, Igaz Szó⁠(d) și în aproape toate cotidienele maghiare din România. A realizat ilustrații și lucrări grafice pentru cărțile Mesék și A táltos kecske de Elek Benedek (ediții maghiare, române și germane), A mi lányaink de [[István Nagy], Fiatal szívvel de István Asztalos, Itthon vagyok de János Székely, Gyermeksíp de Jenő Kiss⁠(d) și pentru lucrarea Moldvai csángó népdalok és népballadák; a publicat, de asemenea, opt lucrări grafice în volumul de poezie Száműzetéseim al lui Sándor Kacsó.

## Expoziții personale (selecție)
- 1927 • Brașov
- 1928 • Sfântu Gheorghe
- 1932, 1935 • Cristuru Secuiesc
- 1957, 1960 • Cluj
- 1967 • Târgu Mureș
- 1968 • Miercurea Ciuc • Odorheiu Secuiesc
- 1970 • Constanța
- 1971 • Sfântu Gheorghe
- 1973 • Győr • Eger • Muzeul de Artă din Cluj
- 1975 • Galeria Korunk din Cluj-Napoca
- 1978 • Galeria Bene József din Sfântu Gheorghe
- 1979 • Cluj-Napoca.

## Expoziții de grup (selecție)
- 1952 • Budapesta
- 1964 • Roma
- 1973 • Expoziția artiștilor români de la Budapesta
- 1976 • Dresda.

## Premii și distincții
- 1926: Premiul Concursului Colegiului Lecomte de Nouÿ
- 1954: Medalia Muncii (9 iunie 1954) „pentru merite deosebite în domeniul artelor plastice”[2]
- 1958: Premiul Uniunii Artiștilor Plastici din România (pentru acuarele)
- 1964: titlul de Artist Emerit al Republicii Populare Romîne „pentru merite deosebite în activitatea desfășurată in domeniul teatrului, muzicii și artelor plastice”[3]
- 1966: Ordinul „Meritul Cultural” clasa a II-a „pentru merite deosebite în activitatea literară, artistică și de răspîndire a culturii naționale, cu prilejul Centenarului Academiei Republicii Socialiste România”[4]
- 1973: Ordinul „Meritul Cultural” clasa I „pentru activitate îndelungată și merite deosebite în domeniul artelor plastice, [...] cu prilejul împlinirii vîrstei de 70 de ani”[5]